# 津軽自動車道
津軽自動車道（つがるじどうしゃどう、英語: TSUGARU EXPWY）は、青森県青森市を起点とし、東北自動車道の浪岡インターチェンジ (IC) から分岐して五所川原市を経由し西津軽郡鰺ヶ沢町に至る、全長約38キロメートル (km) の国土交通大臣指定に基づく高規格幹線道路（一般国道の自動車専用道路）（B路線）である。国道101号に指定されている。略称は津軽道（つがるどう）。
高速道路ナンバリングによる路線番号は、「E64」が割り振られている。

## 概要
津軽自動車道は東北自動車道 浪岡ICより分岐し、西北五地方の中心都市である五所川原市を経て津軽半島の付け根に位置する西津軽郡鰺ヶ沢町へと至る自動車専用道路である。当該道路の距離は約40 km弱と短く単一県内で完結する路線ではあるが、将来的には構想段階にある西津軽能代沿岸道路と一体的に青森県西部の日本海沿岸ルートを構成する。
またこの地域は特別豪雪地帯に指定されており、日本海からの突風による地吹雪で視界不良が頻発する国道101号の安全性確保や、五所川原市街地をバイパスする事で8月の五所川原立佞武多まつりをはじめ五所川原市中心部の交通規制実施時・混雑時にも迂回路として機能し、定時性を確保する事で西北五地方からつがる総合病院など救急指定病院への搬送時間を短縮するなどの役割のほか、物流効率化により同地方の基幹産業である農産物の輸送や域内の交流促進、観光客誘致など産業面・文化面で地域を支えるという目的も併せ持ち、この道路は単に広域幹線道路の一部であるという枠に収まらない。
現在は青森市浪岡徳才子の東北自動車道と国道7号浪岡バイパスの交点からつがる柏ICまでの19.5 kmとつがる市の津軽中部広域農道の交点から鰺ヶ沢ICまでの3.4 kmが開通しており、起点では国道7号を挟んだ信号のある平面交差で東北自動車道に接続する。
将来的には津軽自動車道を2 km延長して浪岡ジャンクション (JCT) に直接接続し、自動車専用道路のみで東北自動車道と接続される計画もあるが、事業化はされていない。

## 事業名

### 調査区間（道路名称未決定）
東北自動車道浪岡ICから浪岡五所川原道路までの区間。
- 起点 : 青森県青森市浪岡大字長沼字南藤巻（浪岡IC）
- 終点 : 青森県青森市浪岡徳才子
- 総延長 : 約2 km
- 開通予定年度 : 未定

### 浪岡五所川原道路

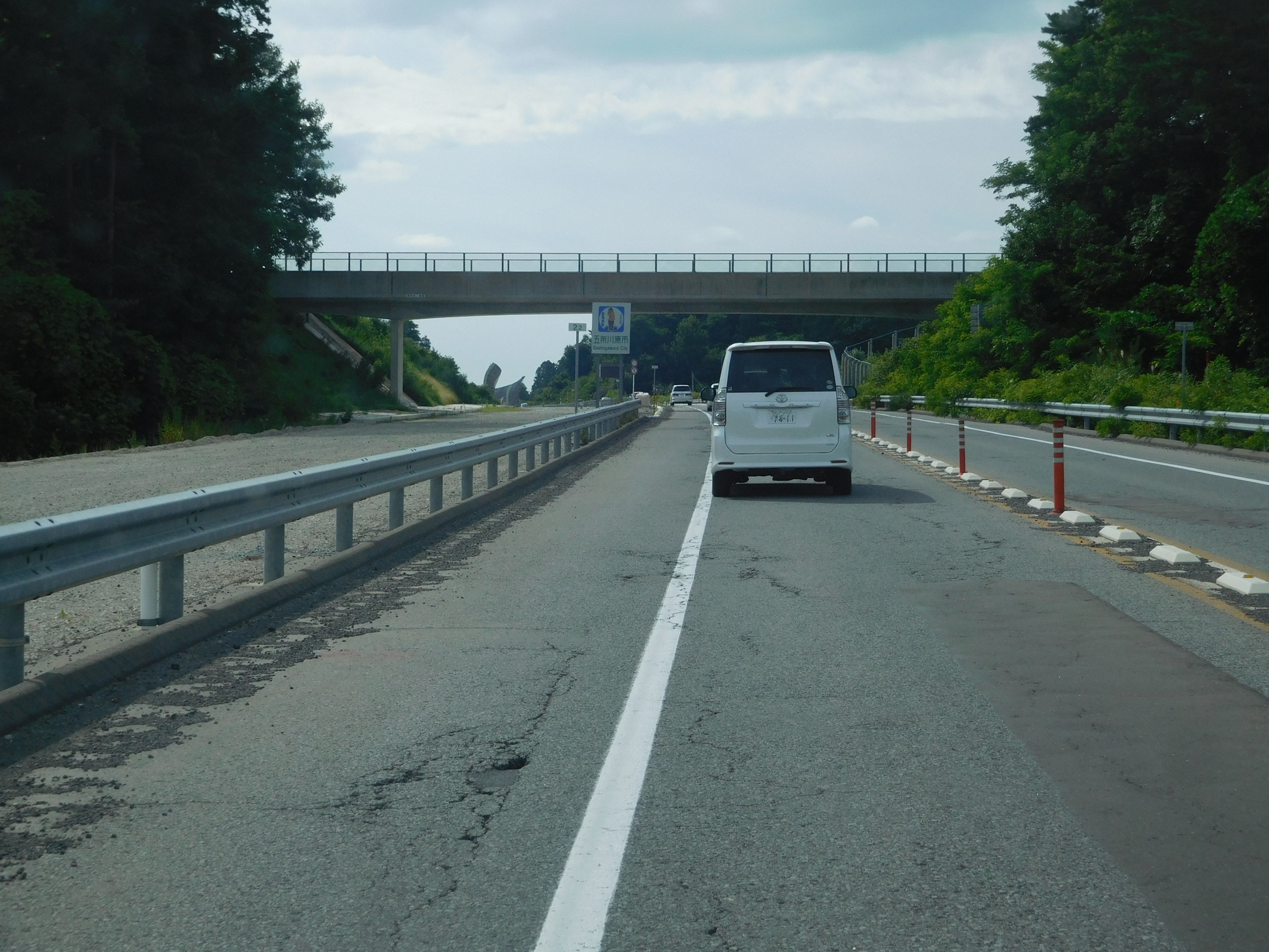
五所川原市境（下り線）

浪岡五所川原道路（なみおかごしょがわらどうろ）は、青森県青森市から五所川原市へ至る延長約15.7 kmの自動車専用道路である。
国道101号の自動車専用道路として1991年（平成3年）度に青森県を主体として事業着手し、1993年（平成5年）度には国土交通省による直轄権限代行に変更された。翌94年（平成6年）度に着工し、2002年（平成14年）11月には浪岡徳才子 - 五所川原東IC間が、2007年（平成19年）12月には五所川原東IC - 五所川原北IC間がそれぞれ暫定2車線ながら開通し、全線が供用された。
- 起点 : 青森県青森市浪岡徳才子
- 終点 : 青森県五所川原市大字太刀打（五所川原北IC）
- 延長 : 15.7 km
- 規格 : 第1種第3級
- 道路幅員 : 暫定 12.0 m（完成 22.0 m）
- 車線数 : 暫定2車線（追い越し禁止用のポール設置）（完成4車線）
- 車線幅員 : 3.5 m
- 設計速度 : 80 km/h

### 五所川原西バイパス
五所川原西バイパス（ごしょがわらにしバイパス）は、青森県五所川原市からつがる市へ至る延長約3.8 kmの国道101号の自動車専用道路である。2004年（平成16年）度より事業化され、2006年（平成18年）度に用地着手、翌07年（平成19年）度に着工した。2014年（平成26年）11月3日に開通し、これにより五所川原市街地を通らずに鰺ヶ沢町・つがる市中心部と東北道方面との往来が可能になった。
- 起点 : 青森県五所川原市大字太刀打（五所川原北IC）
- 終点 : 青森県つがる市柏稲盛岡本（つがる柏IC）
- 延長 : 3.8 km
- 規格 : 第1種第3級
- 道路幅員 : 12.0 m
- 車線数 : 2車線
- 車線幅員 : 3.5 m
- 設計速度 : 80 km/h

### 柏浮田道路
柏浮田道路（かしわうきたどうろ）は、青森県つがる市の延長12.3 kmの国道101号の自動車専用道路である。2018年（平成30年）度に事業化された。
青森県では、沿線の自治体らで構成される「津軽自動車道建設促進期成同盟会」らと共同で事業化に向けた中央要望を行っており、2014年（平成26年）8月5日に太田昭宏国土交通相が、青森県内で三村申吾知事と面会した際に、事業化に向けた計画段階評価へと進む方針が初めて示された。
これを受けて同月29日に国交省の諮問機関である社会資本整備審議会道路分科会（東北地方小委員会）が仙台市で開催され、その審議を元に現在は2014年（平成26年）10月から11月に掛けて整備方針に関する意見徴収（アンケート）を行っている。
その後は2回目のアンケートと審議会（2回目・3回目）を経て、新規事業化を目指す事となり、最終的に2018年（平成30年）度の新規事業化となった。
そして2021年（令和3年）12月には工事に着手した。
- 起点 : 青森県つがる市柏稲盛岡本（つがる柏IC）
- 終点 : 青森県つがる市木造越水[注釈 5]
- 総延長 : 12.3 km
- 規格 : 第1種第3級
- 道路幅員 : 12.0 m
- 車線数 : 2車線
- 設計速度 : 80 km/h
- 開通予定年度 : 未定[19]

### 鰺ヶ沢道路
鰺ヶ沢道路（あじがさわどうろ）は、青森県つがる市から西津軽郡鯵ヶ沢町へ至る延長3.7 kmの国道101号の自動車専用道路である。2007年（平成19年）度より事業化され、2010年（平成22年）度に用地着手、翌11年（平成23年）度に着工した。当初は2015年（平成27年）度内の供用を目標としたが、南浮田町での軟弱地盤対策に想定外の時間を要した事から延期され、浮田寄りの一部区間を除いて2016年（平成28年）7月30日に開通した。なお、残りの区間については2019年（平成31年）3月26日に開通して全通している。津波被害想定地域に指定されており、また医療過疎も深刻化する鰺ヶ沢にとって、今後は“命の道”となる事が期待されている。
鰺ヶ沢町から深浦町までの延伸を求める声もあるが、完成区間の交通状況や県内外の未整備道路との兼ね合いもある事から実現性については不透明な状況である。
- 起点 : 青森県つがる市木造越水[注釈 5]
- 終点 : 西津軽郡鯵ヶ沢町大字舞戸町（鰺ヶ沢IC）
- 延長 : 3.7 km
- 規格 : 第1種第3級
- 道路幅員 : 12.0 m
- 車線数 : 2車線
- 設計速度 : 80 km/h

## インターチェンジなど
- 全区間青森県内に所在。
- IC番号欄の背景色が■である部分については道路が供用済みの区間を示している。
また、施設名欄の背景色が■である部分は施設が供用されていない、または完成していないことを示す。
なお、未開通区間の名称は仮称である。

| IC番号                         | 施設名                            | 接続路線名                                  | 起点から (km) | 備考           | 所在地            |
| ------------------------------ | --------------------------------- | ------------------------------------------- | ------------- | -------------- | ----------------- |
| 53                             | 浪岡JCT                           | E4 東北自動車道                             | -             | 計画中         | 青森市            |
| -                              | 高速道入口交差点 （徳才子交差点） | 東北自動車道 53浪岡 国道7号（浪岡バイパス） | 0.0           |                | 青森市            |
|                                | 五所川原東IC                      | 国道101号（現道）                           | 7.6           |                | 五所川原市        |
|                                | 五所川原IC                        |                                             | 11.0          |                | 五所川原市        |
|                                | 五所川原北IC                      | 国道339号（五所川原北バイパス）             | 15.7          |                | 五所川原市        |
|                                | つがる柏IC                        | 国道101号（現道）                           | 19.5          |                | つがる市          |
| -                              | 木造IC                            | 青森県道186号桑野木田南広森線               |               | 事業中         | つがる市          |
| -                              | 浮田IC                            | 県道12号鰺ケ沢蟹田線                        |               | 事業中         | つがる市          |
|                                | 国道101号取付部                   | 国道101号（現道）                           | 31.8          |                | つがる市          |
|                                | 南浮田IC                          | 県道31号弘前鯵ケ沢線                        |               | 浮田方面出入口 | 西津軽郡 鰺ヶ沢町 |
|                                | 鰺ヶ沢IC                          | 国道101号（現道）                           | 35.5          |                | 西津軽郡 鰺ヶ沢町 |
| 西津軽能代沿岸道路（候補路線） |                                   |                                             |               |                |                   |

## 歴史
- 1989年（平成元年）8月8日 : 浪岡町 - 五所川原市 基本計画路線。
- 1991年（平成3年）12月3日 : 浪岡町 - 五所川原市 整備計画路線。
- 1991年（平成3年）度 : 浪岡五所川原道路 事業化。
- 1993年（平成5年）度 : 浪岡五所川原道路 用地買収着手。
- 1993年（平成5年）7月30日 : 五所川原市 - 鰺ヶ沢町 基本計画路線。
- 1994年（平成6年）9月 : 浪岡五所川原道路の事業を青森県から国直轄へ移行。
- 1994年（平成6年）度 : 浪岡五所川原道路 着工。
- 2002年（平成14年）11月25日 : 浪岡五所川原道路 浪岡町徳才子 - 五所川原東IC間 開通。
- 2003年（平成15年）6月4日 : 道路管理者を青森県から国土交通省に変更[27]。
- 2004年（平成16年）度 : 五所川原西バイパス 事業化。
- 2007年（平成19年）12月14日 : 浪岡五所川原道路 五所川原東IC - 五所川原北IC間 開通。
- 2007年（平成19年）度 : 鰺ヶ沢道路 事業化。
- 2014年（平成26年）11月3日 : 五所川原西バイパス 五所川原北IC - つがる柏IC間 開通。
- 2015年（平成27年）3月17日 : 末端部を除き、最高速度が70 km/hに引き上げられる（冬季を除く）[28]。
- 2016年（平成28年）7月30日 : 鰺ヶ沢道路 国道101号 - 鰺ヶ沢IC間 開通[21]。
- 2018年（平成30年）度 : 柏浮田道路 事業化。
- 2019年（平成31年）3月26日 : 鰺ヶ沢道路の未開通区間が開通[23]。

## 路線状況

### 車線・最高速度
| 区間                            | 車線 上下線=上り線+下り線 | 最高速度 |
| ------------------------------- | ------------------------- | -------- |
| 青森市徳才子交差点 - つがる柏IC | 2=1+1 （暫定2車線）       | 70 km/h  |
| 国道101号取付部 - 鰺ヶ沢IC      | 2=1+1 （暫定2車線）       | 60 km/h  |

### 交通量
24時間交通量（台） 道路交通センサス
| 区間                              | 平成17（2005）年度 | 平成22（2010）年度 | 平成27（2015）年度 |
| --------------------------------- | ------------------ | ------------------ | ------------------ |
| 浪岡JCT - 青森市徳才子交差点間    | 未開通             | 未開通             | 未開通             |
| 青森市徳才子交差点 - 五所川原東IC | 8,163              | 10,991             | 11,878             |
| 五所川原東IC - 五所川原IC         | 調査当時未開通     | 8,787              | 11,116             |
| 五所川原IC - 五所川原北IC         | 調査当時未開通     | 4,117              | 7,499              |
| 五所川原北IC - つがる柏IC         | 調査当時未開通     | 調査当時未開通     | 5,430              |
| つがる柏IC - 国道101号取付部間    | 未開通             | 未開通             | 未開通             |
| 国道101号取付部 - 南浮田IC        | 調査当時未開通     | 調査当時未開通     | 調査当時未開通     |
| 南浮田IC - 鰺ヶ沢IC               | 調査当時未開通     | 調査当時未開通     | 調査当時未開通     |

（出典：「平成22年度道路交通センサス」・「平成27年度全国道路・街路交通情勢調査」（国土交通省ホームページ）より一部データを抜粋して作成）
- 令和2年度に実施予定だった交通量調査は、新型コロナウイルスの影響で延期された[29]。

## 地理

### 接続する高速道路
- E4 東北自動車道（浪岡ICで国道7号交差点を介して接続）